# المعز (أسماء الله الحسنى)
المعز: من أسماء الله الحسنى المتعلقة به وحده لا شريك له.الله هو المعز لأنه هو الغالب القوي الذي لا يغلب، وهو الذي يعز الأنبياء بالعصمة والنصر، ويعز الأولياء بالحفظ والوجاهة، ويعز المطيع ولو كان فقيرا، ويرفع التقي ولو كان كان عبدا حبشيا فهو المعز المؤمنين بطاعته ، الغافر لهم برحمته ، المانح لهم دار كرامته.
وقد اقترن اسم العزيز باسم الحكيم ..والقوى..وذى الانتقام ..والرحيم ..والوهّاب..والغفار والغفور..والحميد..والعليم..والمقتدر..والجبار . وقد ربط الله العز بالطاعة، فهي طاعة ونور وكشف حجاب ، وربط سبحانه الذل بالمعصية ، فهي معصية وذل وظلمة وحجاب بينك وبين الله سبحانه، والأصل في اعزاز الحق لعبادة يكون بالقناعة ، والبعد عن الطمع.
وهذا الاسم عادة ما يقترن باسم «المذل» فيقال: الله هو المعز المذل.
﴿قُلِ اللَّهُمَّ مَالِكَ الْمُلْكِ تُؤْتِي الْمُلْكَ مَنْ تَشَاءُ وَتَنْزِعُ الْمُلْكَ مِمَّنْ تَشَاءُ وَتُعِزُّ مَنْ تَشَاءُ وَتُذِلُّ مَنْ تَشَاءُ بِيَدِكَ الْخَيْرُ إِنَّكَ عَلَى كُلِّ شَيْءٍ قَدِيرٌ ۝٢٦﴾ سورة آل عمران، الآية 26.